# Mickaël Le Bihan
Mickaël Le Bihan (* 16. května 1990, Ploemeur, Francie) je francouzský fotbalový útočník, který působí v klubu Le Havre AC, kam odešel z týmu Stade Rennais FC. Dříve působil v B-týmu FC Lorient.

## Úspěchy
- Hráč měsíce Ligue 2 podle UNFP – říjen 2020[3]